# Saint-Quentin-les-Anges
Pour les articles homonymes, voir Saint-Quentin (homonymie).
Saint-Quentin-les-Anges est une commune française, située dans le département de la Mayenne en région Pays de la Loire, peuplée de 475 habitants.
La commune fait partie de la province historique de l'Anjou (Haut-Anjou).

## Géographie
La commune est située dans le sud-Mayenne, à 10 km de Craon, à 10 km de Segré, à 17 km de Château-Gontier.

### Climat
Pour des articles plus généraux, voir Climat des Pays de la Loire et Climat de la Mayenne.
En 2010, le climat de la commune est de type climat océanique altéré, selon une étude du CNRS s'appuyant sur une série de données couvrant la période 1971-2000. En 2020, Météo-France publie une typologie des climats de la France métropolitaine dans laquelle la commune est exposée à un climat océanique et est dans la région climatique  Bretagne orientale et méridionale, Pays nantais, Vendée, caractérisée par une faible pluviométrie en été et une bonne insolation. 
Pour la période 1971-2000, la température annuelle moyenne est de 11,6 °C, avec une amplitude thermique annuelle de 13,8 °C. Le cumul annuel moyen de précipitations est de 695 mm, avec 11,9 jours de précipitations en janvier et 6,5 jours en juillet. Pour la période 1991-2020, la température moyenne annuelle observée sur la station météorologique de Météo-France la plus proche, « Segré_sapc », sur la commune de Segré-en-Anjou Bleu à 10 km à vol d'oiseau, est de 12,8 °C et le cumul annuel moyen de précipitations est de 704,6 mm,. Pour l'avenir, les paramètres climatiques de la commune estimés pour 2050 selon différents scénarios d'émission de gaz à effet de serre sont consultables sur un site dédié publié par Météo-France en novembre 2022.

## Urbanisme

### Typologie
Au 1er janvier 2024, Saint-Quentin-les-Anges est catégorisée commune rurale à habitat dispersé, selon la nouvelle grille communale de densité à sept niveaux définie par l'Insee en 2022.
Elle est située hors unité urbaine. Par ailleurs la commune fait partie de l'aire d'attraction de Château-Gontier-sur-Mayenne, dont elle est une commune de la couronne,. Cette aire, qui regroupe 19 communes, est catégorisée dans les aires de moins de 50 000 habitants,.

### Occupation des sols
L'occupation des sols de la commune, telle qu'elle ressort de la base de données européenne d’occupation biophysique des sols Corine Land Cover (CLC), est marquée par l'importance des territoires agricoles (100 % en 2018), une proportion identique à celle de 1990 (100 %). La répartition détaillée en 2018 est la suivante : 
terres arables (78 %), prairies (13,4 %), zones agricoles hétérogènes (8,5 %). L'évolution de l’occupation des sols de la commune et de ses infrastructures peut être observée sur les différentes représentations cartographiques du territoire : la carte de Cassini (XVIIIe siècle), la carte d'état-major (1820-1866) et les cartes ou photos aériennes de l'IGN pour la période actuelle (1950 à aujourd'hui).

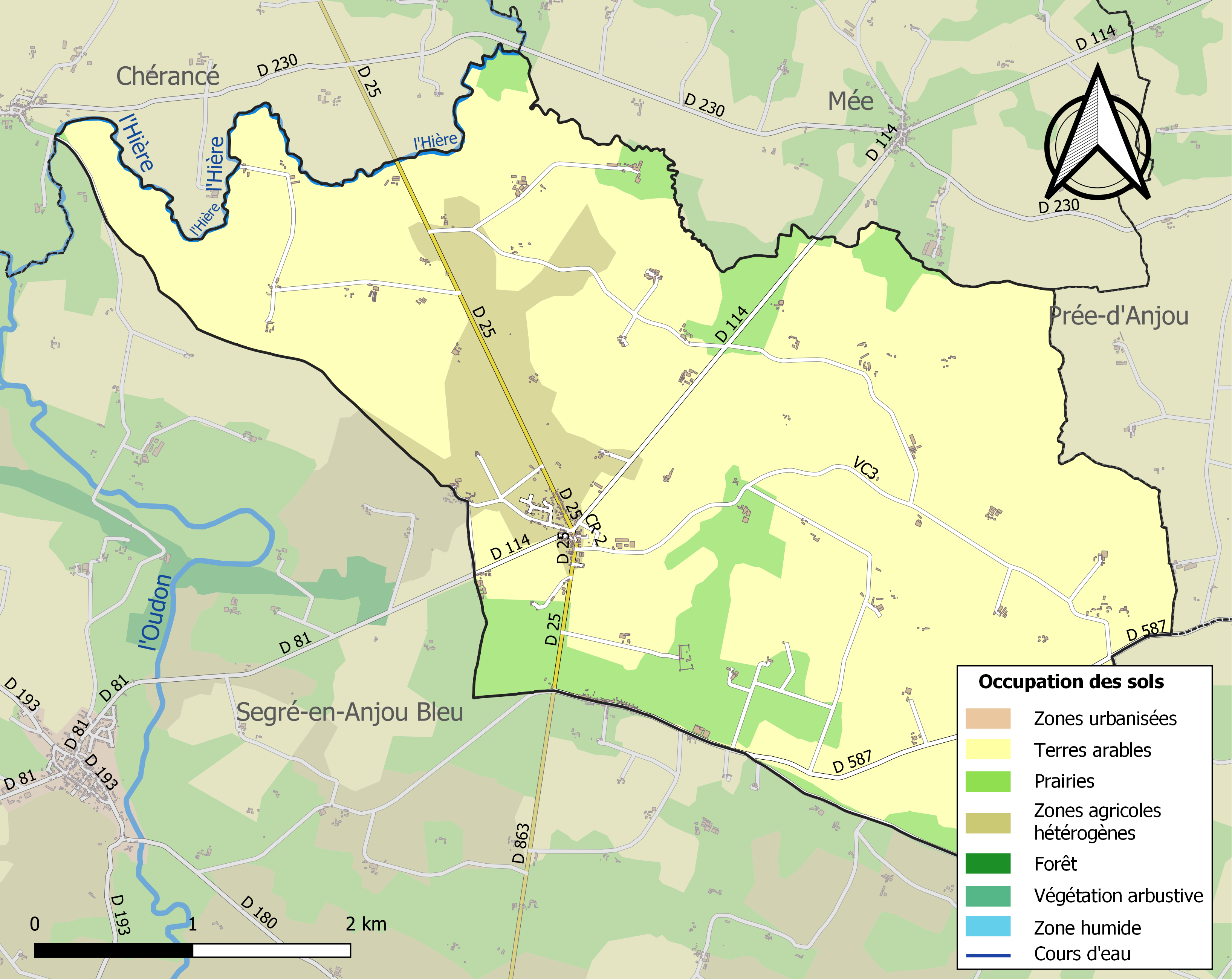
Carte des infrastructures et de l'occupation des sols de la commune en 2018 (CLC).

## Toponymie
Saint-Quentin-les-Anges doit son nom à saint Quentin qui évangélisa la Gaule au IIIe siècle. L'église et la paroisse lui sont dédiées et possèdent encore des reliques du martyr.
Sancto-Quintino vers 1105, Sanctus Quintinus de Burgo-Novo en 1292, Sainct Quintin en 1529, Saint Quentin en Craonnais en 1783, Saint-Quentin en 1800, puis enfin Saint-Quentin-les-Anges par délibération du conseil municipal en date du 7 mars 1937 : « Le conseil répondant à la demande de Monsieur le Préfet du 12 janvier 1937, concernant l'adjonction au nom de la commune pour diminuer les chances d'erreurs du service postal, propose que dorénavant la commune se nomme : Saint-Quentin-les-Anges, en raison de l'importance du village des Anges et en l'honneur du couvent établi aux Anges… ».

## Histoire
La commune faisait partie de la seigneurie du haut-Anjou dépendant du château de Mortier-Crolles ou Mortiercrolles (classé Monument historique).
Au Moyen Âge puis sous l'Ancien Régime, la commune faisait partie du fief de la baronnie angevine de Craon dépendait de la sénéchaussée principale d'Angers et du pays d'élection de Château-Gontier.

## Politique et administration
| Période                                  | Période      | Identité            | Étiquette | Qualité                                             |
| ---------------------------------------- | ------------ | ------------------- | --------- | --------------------------------------------------- |
| 1989                                     | 1995         | Monique Chevreul    |           |                                                     |
| juin 1995                                | mars 2001    | Jacques Beauvallet  |           |                                                     |
| mars 2001                                | avril 2014   | Monique Foucault    |           |                                                     |
| avril 2014                               | juillet 2020 | Marie-Josèphe Gaumé | SE        | Agricultrice, conseillère départementale suppléante |
| juillet 2020                             | En cours     | Dominique Guineheux | DVD       | Cadre commercial                                    |
| Les données manquantes sont à compléter. |              |                     |           |                                                     |

## Démographie
L'évolution du nombre d'habitants est connue à travers les recensements de la population effectués dans la commune depuis 1793. Pour les communes de moins de 10 000 habitants, une enquête de recensement portant sur toute la population est réalisée tous les cinq ans, les populations de référence des années intermédiaires étant quant à elles estimées par interpolation ou extrapolation. Pour la commune, le premier recensement exhaustif entrant dans le cadre du nouveau dispositif a été réalisé en 2004.
En 2022, la commune comptait 475 habitants, en évolution de +13,1 % par rapport à 2016 (Mayenne : −0,73 %, France hors Mayotte : +2,11 %).
| 1793 | 1800 | 1806 | 1821 | 1831 | 1836 | 1841 | 1846 | 1851 |
| ---- | ---- | ---- | ---- | ---- | ---- | ---- | ---- | ---- |
| 912  | 595  | 827  | 876  | 890  | 884  | 870  | 866  | 878  |

| 1856 | 1861 | 1866 | 1872 | 1876 | 1881 | 1886 | 1891 | 1896 |
| ---- | ---- | ---- | ---- | ---- | ---- | ---- | ---- | ---- |
| 901  | 871  | 910  | 941  | 916  | 868  | 871  | 817  | 807  |

| 1901 | 1906 | 1911 | 1921 | 1926 | 1931 | 1936 | 1946 | 1954 |
| ---- | ---- | ---- | ---- | ---- | ---- | ---- | ---- | ---- |
| 805  | 793  | 756  | 701  | 683  | 671  | 631  | 642  | 697  |

| 1962 | 1968 | 1975 | 1982 | 1990 | 1999 | 2004 | 2006 | 2009 |
| ---- | ---- | ---- | ---- | ---- | ---- | ---- | ---- | ---- |
| 640  | 594  | 451  | 422  | 397  | 376  | 389  | 397  | 401  |

| 2014 | 2019 | 2022 | - | - | - | - | - | - |
| ---- | ---- | ---- | - | - | - | - | - | - |
| 414  | 464  | 475  | - | - | - | - | - | - |

## Lieux et monuments

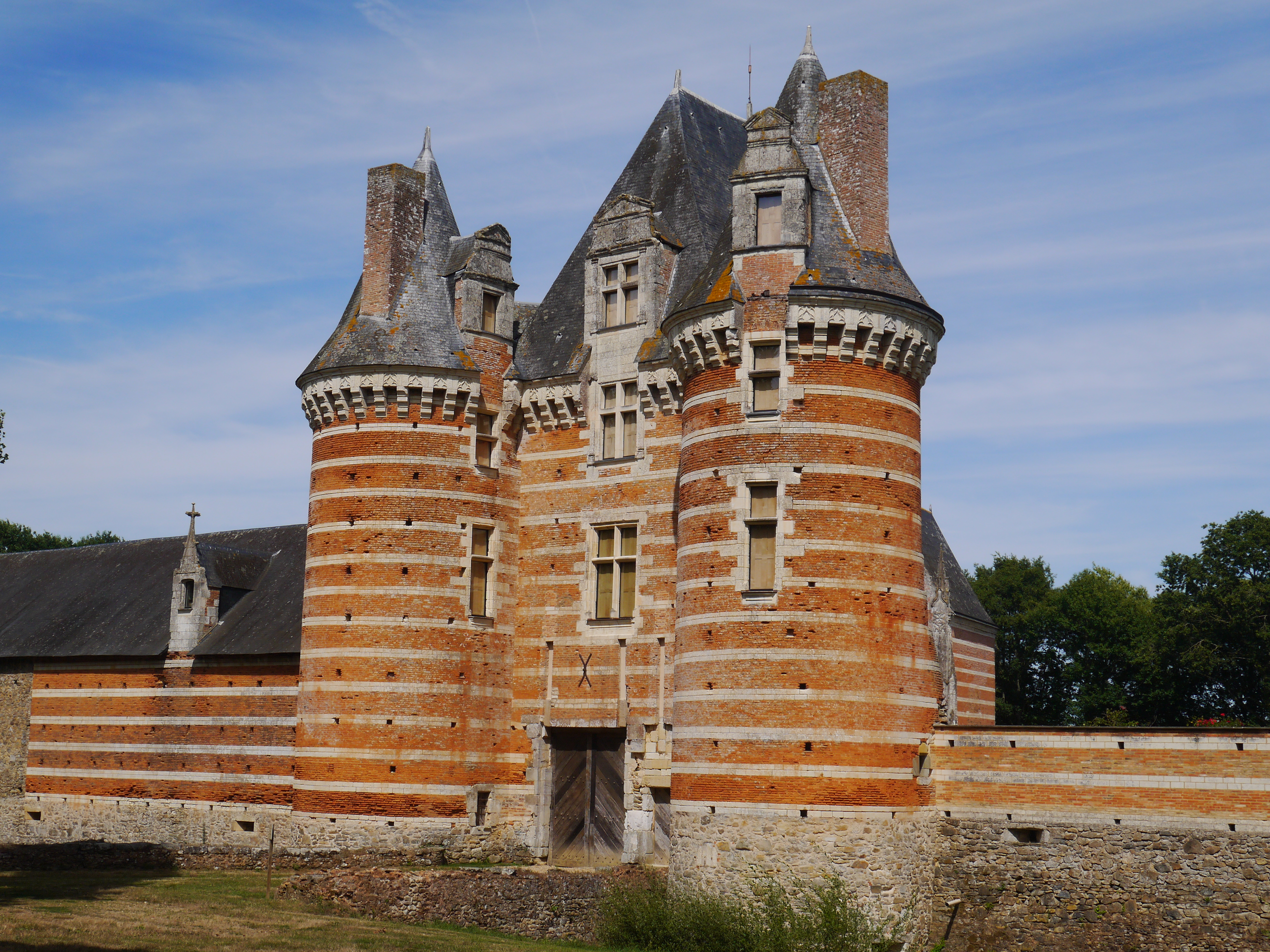
L'entrée du château de Mortiercrolles.

- Château de Mortiercrolles bâti, dit-on[Qui ?], sous Louis XI par Pierre de Rohan-Gié ; portail avec deux tours ; tours aux angles ; fenêtres richement ornées, élégantes chapelles.
- Ancien château de la Corbière.

## Personnalités liées à la commune
- Pierre de Rohan (1451 au château de Mortiercrolles à Saint-Quentin-les-Anges - 1513), maréchal de France.
- Anne de Rohan (1606 au château de Mortiercrolles - 1685).